# Franz Anton Jäger (Heimatforscher)
Franz Anton Donat Jäger oder Jaeger (* 26. August 1765 in Kissingen; † 15. Dezember 1835 in Pförring) war ein deutscher römisch-katholischer Geistlicher, Kirchenrechtler und Heimatforscher.

## Leben
Jäger war Sohn eines Brunnenarztes. Nachdem er den ersten Unterricht in Kissingen erhalten hatte, absolvierte er ab 1777 das Würzburger Gymnasium. Der Fürstbischof von Würzburg Franz Ludwig von Erthal, mit dem er weitläufig verwand war, ermöglichte ihm ein gründliches Studium an der Universität Würzburg. 1783 wurde er zum Doktor der Philosophie promoviert. Das anschließende Studium der Theologie schloss er 1788 als Lic. theol. ab. Danach studierte er noch Rechtswissenschaft, bevor er am 22. September 1789 zum Priester geweiht wurde.
Jäger wurde 1789 Kaplan in Simmershausen in der Rhön, bevor er 1791 als solcher nach Frankenwinheim kam. Aufgrund seiner schwachen Gesundheit bekam er in der Folge eine Stadtkaplanei übertragen. Von 1798 bis 1805 wirkte er als Kaplan am Juliusspital in Würzburg. Als 1805 die neue Theologische Lehranstalt Fulda nach der Schließung der dortigen Universität gegründet wurde, erhielt Jäger einen Ruf als Professor der Geschichte, den er aber ablehnte. Stattdessen ging er 1805 als Pfarrer nach Markt Bibart. Dort wurde er außerdem Distriktsschulinspektor. In dieser Zeit trat er vermehrt schriftstellerisch in Erscheinung.
Jäger wechselte 1821 als Pfarrer nach Pförring. Dort machte er sich um die Weiterentwicklung des örtlichen Schulwesens verdient. Immer wieder ging er in seine Geburtsstadt Kissingen zurück, um Linderung für seine angegriffene Gesundheit zu erhalten. Mehrere Schlaganfälle und ein Herzleiden erschwerten ihm jedoch zunehmend die Arbeit, sodass er einen Hilfspriester benötigte. Er starb schließlich, zuletzt bettlägrig, im Amt.
Jäger wurde insbesondere für seine Auseinandersetzung mit der fränkischen Geschichte in den jeweils dreibändigen Werken Briefe über die hohe Rhöne Frankens in geographisch-topographisch-physisch und historischer Hinsicht und Geschichte Frankenlands bekannt, ebenso wie für seine Auseinandersetzung mit der Frage erlaubter Eheschließungen. Er war Mitglied des Historischen Vereins für Oberpfalz und Regensburg.

## Werke (Auswahl)
- Briefe über die hohe Rhöne Frankens in geographisch-topographisch-physisch und historischer Hinsicht, 3 Bände, Langbein und Klüger, Anrstadt 1803.
- Untersuchung der Frage: Ob die Ehescheidung nach der Schrift erlaubt sey?, Langbein und Klüger, Anrstadt 1804.
- Geschichte Frankenlands, 3 Bände, Klüger, Rudolstadt 1806–1808.
- Geschichte des Städtchens Kissingen und seiner Mineralquellen: mit der Ansicht der Stadt Kissingen, Attenkover, Ingolstadt 1823.
- Das Zehentrecht im Königreiche Baiern: mit besonderer Hinsicht auf den Hopfenzehent, Attenkover, Ingolstadt 1824.
- Lebensbeschreibung des Pabstes Pius VII., Jäger, Frankfurt am Main 1824.
- Das Absent oder Tafelgeld der Pfarreien: eine Simonische Abgabe, Attenkover, Ingolstadt 1828.